# Akishino (Prinz)

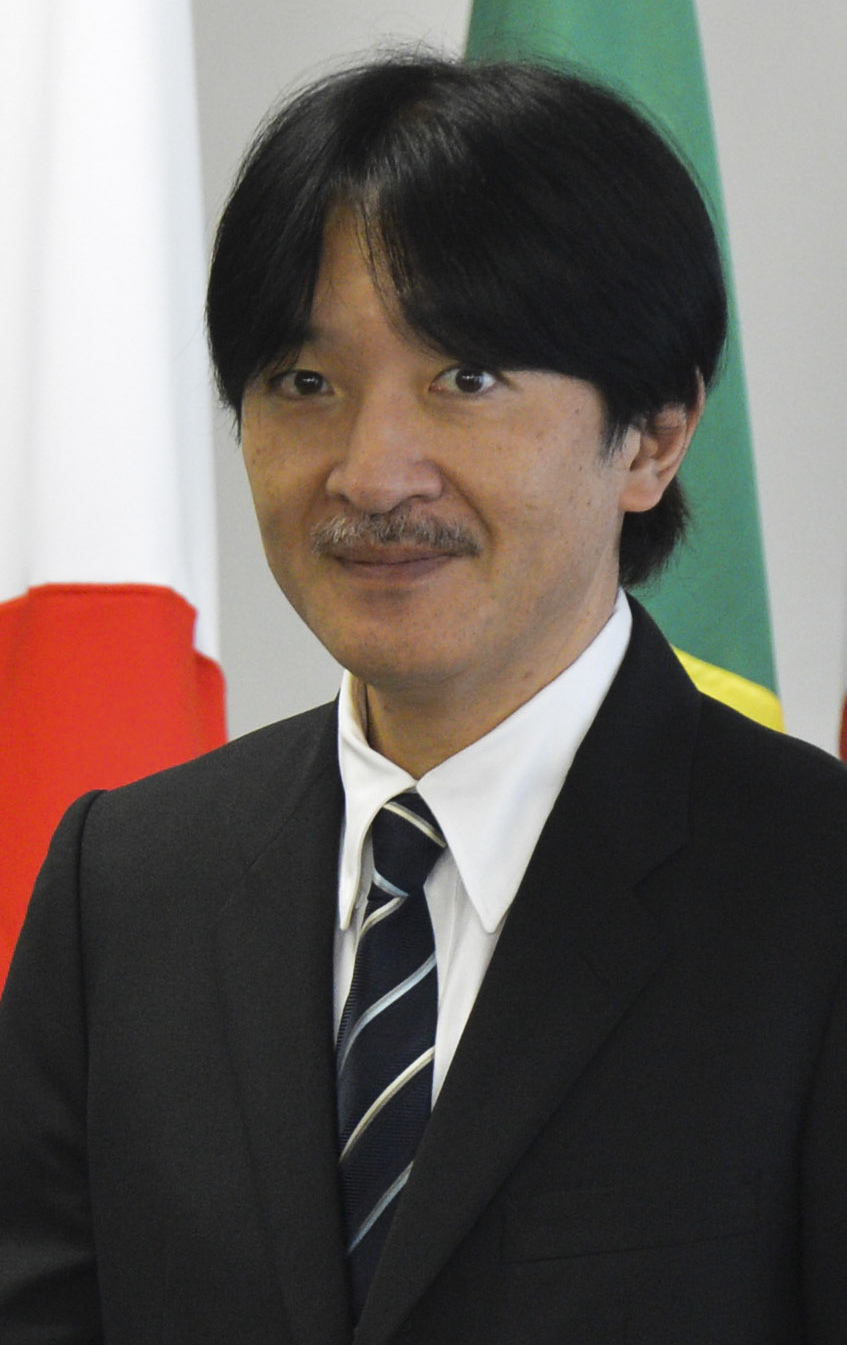
Kronprinz Akishino von Japan (2015)

Prinz Fumihito, Prinz Akishino, Kronprinz von Japan (japanisch 秋篠宮文仁親王, Akishino-no-miya Fumihito-shinnō; * 30. November 1965 in Tokio) ist der jüngere Bruder Kaiser Naruhitos von Japan, des 126. Tennō, und seit der Abdankung seines Vaters Akihito am 30. April 2019 Erster in der Thronfolge.
Seit seiner Heirat im Juni 1990 trägt er den Titel Akishino-no-miya und ist Oberhaupt eines eigenen Zweiges des japanischen Kaiserhauses.

## Leben

### Ausbildung
Prinz Fumihito, zweiter Sohn von Akihito und Kaiserin Michiko, studierte von 1984 bis 1988 Rechtswissenschaft, Biologie und Politikwissenschaft an der Gakushūin-Universität und anschließend am St John’s College der University of Oxford von 1988 bis 1990 Ichthyologie, speziell die Taxonomie der Fische. 1996 promovierte er an der Graduiertenuniversität für interdisziplinäre Forschung (総合研究大学院大学 Sōgō kenkyū daigakuin daigaku; eng. „Graduate University for Advanced Studies“) mit einer Dissertation über Ornithologie.
Der heutige Kronprinz Akishino ist für seine Forschung zum Mekong-Riesenwels und für Geflügelzucht bekannt.

### Heirat und Familie

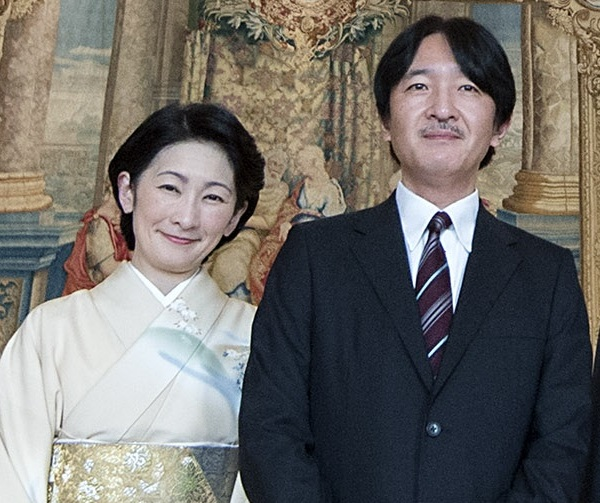
Kronprinz und Kronprinzessin Akishino von Japan (2016)

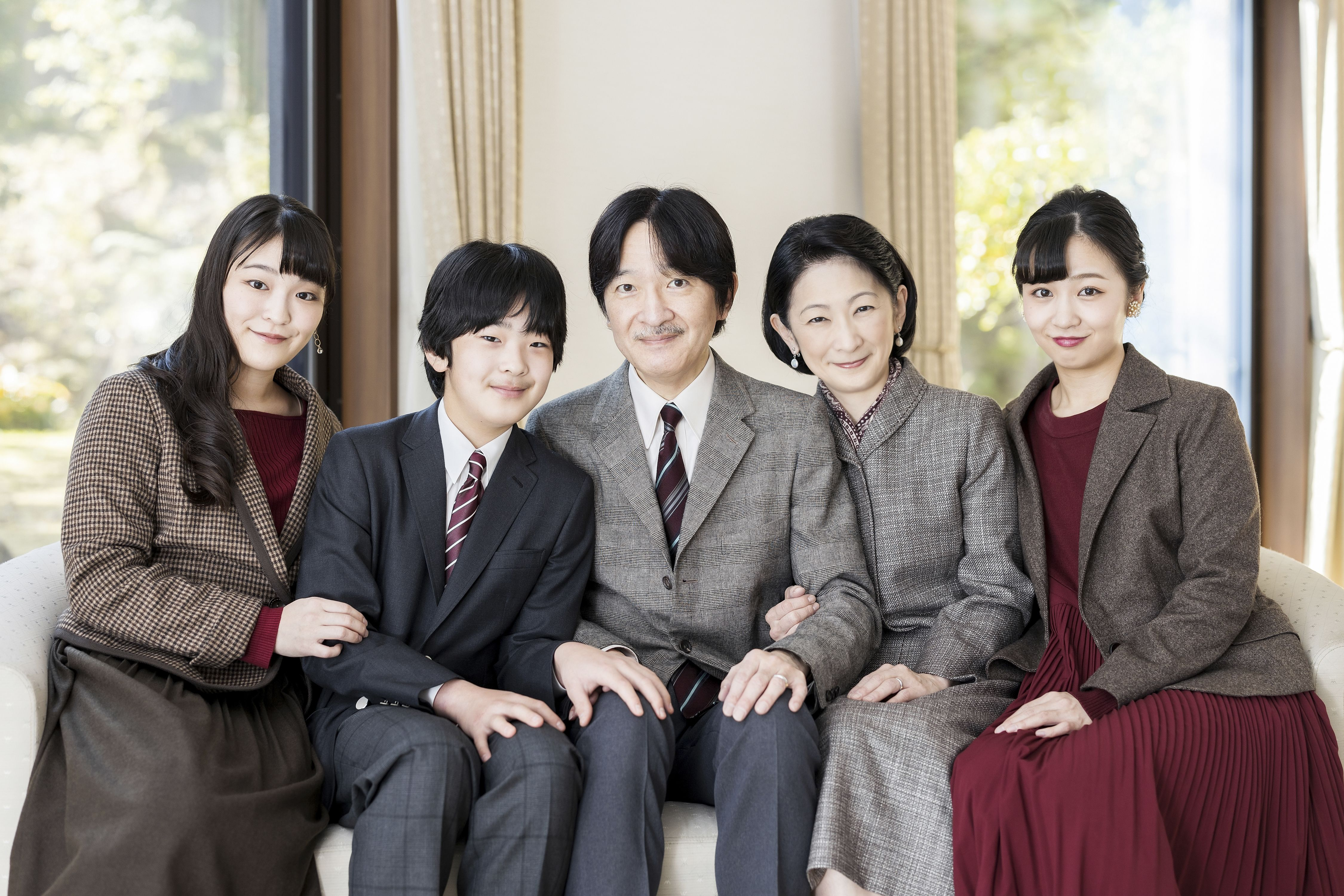
Die Familie des Kronprinzen Akishino von Japan (2020)

1990 heiratete er Kiko Kawashima (* 1966), die einzige Tochter des Professors für Wirtschaftswissenschaften an der Gakushūin-Universität, Tatsuhiko Kawashima (1940–2021).
Vor der Hochzeit erteilte das kaiserliche Hofamt dem Prinzen die Erlaubnis, eine neue Seitenlinie der kaiserlichen Familie zu gründen. Der Tennō verlieh seinem zweiten Sohn an dessen Hochzeitstag den Titel Akishino no miya (秋篠宮), aus Prinz Fumihito wurde der jetzige Prinz Akishino. Durch die Heirat wurde seine Frau Kiko offiziell Prinzessin Kiko. Die Hochzeit fand am 29. Juni 1990 im Kaiserpalast Tokio statt.
Das Paar hat drei gemeinsame Kinder:
1. Mako (眞子内親王, Mako-naishinnō; * 23. Oktober 1991)
2. Kako (佳子内親王, Kako-naishinnō; * 29. Dezember 1994)
3. Hisahito (悠仁親王, Hisahito-shinnō; * 6. September 2006)

### Repräsentation
Als Repräsentant des Kaiserhauses nahm Prinz Akishino am 3. Februar 1993 die Eröffnung der Alpinen Skiweltmeisterschaften in Morioka vor, wobei er sich indigniert präsentierte; es war anzunehmen, dass die Kritik an der Vergabe an das wetteranfällige Morioka auch zu ihm durchgedrungen war.
Gemeinsam mit seiner Ehefrau Kronprinzessin Kiko absolvierte er auch zahlreiche offizielle Reisen und Auslandsbesuche. Im Juni 2002 besuchten sie als erste Mitglieder der kaiserlichen Familie die Mongolei und 2019 bereiste das Kronprinzenpaar mit ihren Sohn Prinz Hisahito für zehn Tage das Königreich Bhutan. Es war die erste offizielle Auslandsreise von Prinz Hisahito.
Im September 2022 vertrat Kronprinz Akishino zum ersten Mal seinen Bruder Kaiser Naruhito in den Staatsgeschäften, weil das Kaiserpaar zum Staatsbegräbnis der Queen nach England gereist war. Am 16. September hatte es dazu einen Kabinettsbeschluss der japanischen Regierung gegeben.
Anfang Mai 2023 reiste das Kronprinzenpaar nach London zur Krönung von Charles III.

### Ehrenämter
Kronprinz Akishino ist Präsident und Schirmherr verschiedener Organisationen, darunter sind u. a. das Yamashina-Institut für Ornithologie, der Japanische Verband der Zoos und Aquarien oder die Japanische Vereinigung botanischer Gärten sowie Ehrenschirmherr des WWF Japan und Ehrenmitglied des Universitätsmuseums der Universität Tokio.

### Privates
Kronprinz Akishino ist ein begeisterter Tennisspieler und bekennender Fan der Beatles.

## Thronfolge

Standarte des Kronprinzen

Am 8. November 2020 ernannte Kaiser Naruhito seinen jüngeren Bruder Fumihito in einer feierlichen Zeremonie im Kaiserpalast Tokio offiziell zum Thronfolger. Prinzessin Aiko, die einzige Tochter des Kaiserpaares, darf als weibliches Mitglied der Kaiserfamilie die Nachfolge ihres Vaters nicht antreten.
In der japanischen Primogenitur ist es nur männlichen Mitgliedern der Kaiserfamilie möglich, Tennō zu werden, das heißt, im Todesfall von Kaiser Naruhito wird sein jüngerer Bruder Kronprinz Akishino als neuer Kaiser von Japan eingesetzt.
In der japanischen Thronfolge steht Kronprinz Akishino auf Rang eins für den Chrysanthementhron, gefolgt von seinem einzigen Sohn Prinz Hisahito.